# 류경바둑
류경바둑(柳京圍棋)은 조선민주주의인민공화국의 바둑 게임 프로그램이다.

## 같이 보기
- 조선콤퓨터쎈터